# 윤영삼 (배우)
윤영삼(1983년 10월 4일 ~ )은 대한민국의 전직 배우이다.  2000년 ~ 2002년에 방영한 SBS 시트콤 웬만해선 그들을 막을 수 없다에서 노주현의 장남인 노영삼 역으로 브라운관에 정식 데뷔여 많은 인기를 얻었다. 그러나 2009년에 은퇴한 후 일반 직장인 생활을 하고 있다.

## 학력
- 화곡고등학교 졸업
- 수원대학교 연극영화과 학사

## 출연작

### 드라마
| 연도 | 방송사       | 제목                         | 역할   | 비고 |
| ---- | ------------ | ---------------------------- | ------ | ---- |
| 2000 | SBS          | 웬만해선 그들을 막을 수 없다 | 노영삼 |      |
| 2002 | SBS          | 레츠고                       | 영삼   |      |
| 2002 | MBC          | 막상막하                     | 이재원 |      |
| 2007 | OCN Thrills  | 도시괴담 데자뷰 2            | 호민   |      |
| 2007 | MBC 에브리원 | 와인따는 악마씨              | 서버   |      |
| 2007 | KBS2         | 드라마시티 - 아귀            |        |      |

### 영화
- 2002년 피아노 치는 대통령 경민 역
- 2002년 겁쟁이들이 더 흉폭하다
- 2007년 동갑내기 과외하기 레슨 2 성문란 역
- 2009년 황금시대

### 광고
- 2001년 크라운제과 콘칩 (SBS 시트콤 웬만해선 그들을 막을 수 없다에서 꼴찌족 4인방 역할을 맡은 김인종, 정두섭, 이복건과 함께 출연)
- 2002년 오뚜기 북경반점 (김하균과 함께 출연)